# Hoplammophila
Hoplammophila — род роющих ос (Sphecidae). 4 вида.

## Описание
Крупные осы длиной около 19—36 мм. Гнезда в древесных полостях (в том числе в бамбуке). Ловят гусениц бабочек.

## Распространение
Палеарктика и Тайвань. В Европе 3 вида.

## Систематика
4 вида. Род из трибы Ammophilini. Ранее род Hoplammophila рассматривался в качестве подрода в составе рода Ammophila.
- Hoplammophila aemulans — восточная Азия, Япония, Тайвань
- Hoplammophila anatolica — Турция
- Hoplammophila armata (Illiger, 1807) typus — Средиземноморье
  - [= Sphex armatus Illiger, 1807]
- Hoplammophila clypeata (Mocsáry, 1883) — Средиземноморье